# Drazan Tomic
Drazan Tomic (* 27. April 1974 in Berlin) ist ein ehemaliger deutscher Basketballspieler kroatischer Herkunft.

## Laufbahn
Tomic wuchs im Berliner Stadtteil Schöneberg auf, seine Eltern kommen aus Kroatien.
In der Saison 1992/93 wurde er bei Alba Berlin erstmals in der Basketball-Bundesliga eingesetzt und spielte weiterhin beim damaligen Kooperationsverein der Hauptstädter, dem TuS Lichterfelde, in der 2. Basketball-Bundesliga. In der Saison 1994/95 kam Tomic nicht bei Alba Berlin zum Einsatz, war 1995/96 mit 7,4 Punkten je Begegnung und dank seiner Treffsicherheit beim Dreipunktewurf (30 von 64, 46,9 Prozent Erfolgsquote im Saisonverlauf) dann Leistungsträger. 1997 wurde er mit Berlin deutscher Meister und Pokalsieger, kam in der Saison 1996/97 aber nur zu vier Bundesliga-Einsätzen.
Zur Saison 1997/98 wechselte Tomic zu den Telekom Baskets Bonn. Mit den Bonnern zog er 1999 in die Bundesliga-Finalserie ein, doch dort unterlag man gegen seinen alten Verein Alba Berlin. Tomic kam in der Saison 1998/99 auf 12,3 Punkte je Begegnung, er traf 52 Dreipunktewürfe. Neben einem guten Wurf gehörte auch die Verteidigung zu seinen Stärken.
Tomic ging nach drei Jahren im Rheinland nach Frankreich, stand 2000/01 beim Erstligisten Elan Chalon unter Vertrag (7,7 Punkte/Spiel in der Hauptrunde). Mit Chalon erreichte er das Endspiel des europäischen Vereinswettbewerbs Saporta-Cup. Tomic erzielte in dem Spiel in zwölf Einsatzminuten keinen Punkt, er verlor mit seiner Mannschaft gegen GS Marousi mit 72:74. 2001 unterschrieb er wie mehrere andere Nationalspieler beim Bundesliga-Neuling RheinEnergy Cologne und wurde dort wie in Berlin Schützling von Svetislav Pešić. Mit Köln zog er in der Saison 2001/02 in die Endspielserie ein, musste sich aber wie 1999 mit Bonn den Berliner geschlagen geben. Während Tomic auf dem Weg zur Vizemeisterschaft 2002 mit 48 Dreipunktewürfen zweitbester Kölner in dieser statistischen Wertung war und 10,2 Punkte pro Partie erzielte, fiel diese Zahl in der Saison 2002/03 auf 4 Punkte je Begegnung.
Sein Abstecher zum spanischen Erstligisten Lucentum Alicante (2003/04) blieb weitgehend ohne großen Erfolg, abgesehen von seinen 15 Punkten (5 von 6 Dreipunktewürfe), die er am sechsten Spieltag gegen Caja San Fernando erzielte. In der Saison 2004/05 spielte er zeitweise beim TuS Lichterfelde in der 1. Regionalliga (7 Spiele: 14,4 Punkte/Spiel) und zeitweise beim spanischen Zweitligisten Union Baloncesto La Palma (10 Spiele: 8,2 Punkte/Spiel) auf Teneriffa.
Im Spieljahr 2005/06 bestritt Tomic sechs Ligaspiele für Unia Tarnów in der ersten Liga Polens und erreichte 12,6 Punkte/Spiel. Er wechselte zu AO Kolossos Rhodos nach Griechenland, zur Saison 2006/07 kehrte Tomic in die Bundesliga zurück. Bei den New Yorker Phantoms Braunschweig spielte er unter Trainer Emir Mutapčić, einem Weggefährten vom TuS Lichterfelde. Tomic trug in 24 Bundesliga-Spielen für die Niedersachsen im Schnitt 4,1 Punkte pro Begegnung bei und wurde in seinem letzten Jahr als Berufsbasketballspieler mit der Mannschaft Bundesliga-14. Im Mai 2007 bestritt er sein letztes Bundesliga-Spiel und traf in diesem auf seinen alten Verein Alba Berlin.
2008 gründete er mit Marko Pešić ein Spielerberatungsunternehmen. Tomic war zeitweilig Trainer beim DBV Charlottenburg und in der Jugend des Friedenauer TSC. Mit der Ü35- und der Ü40-Mannschaft der Charlottenburger wurde er als Spieler Deutscher Meister. Beruflich wurde Tomic in Berlin im Immobiliengewerbe sowie später an einer Grundschule in Dahme-Spreewald als Sportlehrer tätig.
Im Sommer 2025 trat er das Traineramt beim Drittligisten RSV Eintracht 1949 an.

### Nationalmannschaft
Von 1995 bis 2003 war Tomic Mitglied der deutschen Nationalmannschaft. Er bestritt 83 Spiele für Deutschland und nahm an den Europameisterschaften 1999 und 2001 teil. Sein bestes Länderspiel war das EM-Spiel gegen Kroatien Ende Juni 1999, als er 32 Punkte erzielte und dabei sechs Dreipunktewürfe traf.

### Sonstiges
2006 spielte er im Film Wo ist Fred? den Alba-Spieler Mercurio Müller. Sein Sohn Nikola Tomic schlug ebenfalls eine Laufbahn im Leistungsbasketball ein.